# Aram Khalili
Aram Khalili, en persa آرام خلیلی, (n. Bukan, Irán, 28 de julio de 1989) es un futbolista iraní naturalizado noruego que juega como delantero y actualmente milita en el FK Jerv de la Eliteserien.

## Trayectoria
| Club                  | País    | Año       |
| --------------------- | ------- | --------- |
| IK Start Kristiansand | Noruega | 2008-2009 |
| Bryne FK              | Noruega | 2009      |
| IK Start Kristiansand | Noruega | 2010      |
| GAIS Gotemburgo       | Suecia  | 2010-2011 |
| F. K. Bodø/Glimt      | Noruega | 2011-2012 |
| Notodden FK           | Noruega | 2012-2013 |
| Bryne FK              | Noruega | 2013-2016 |
| FK Jerv               | Noruega | 2018-2019 |